# 羅公遠
羅 公遠（ら こうえん、生没年不詳）は、唐代玄宗時期に仕えた道士。『新唐書』では羅思遠とするが、唐代の伝奇小説では羅公遠とされる。彭州九隴県の出身。

## 伝承
幼いころから、道術を好んでいたという。州の刺史に、人間に化けた白龍を叱りとばし、その正体を見せたことから見いだされた。刺史の推薦で長安に赴き、張果・葉法善に冷笑された。手に握った碁石の数当てをさせられたが、二人の手から気づかれずに、碁石を自分の手に移したため、二人と同列とされた。
張果、葉法善が術で取り寄せた果物を炎によって妨げていた話や、月までの橋をかけ、玄宗を月宮に連れて行った話（玄宗はこの時、霓裳羽衣の曲を編み出したとされる）が残っている。
また、三蔵法師（不空金剛）と術比べをし、雨の祈祷をした話や、竹の枝を七宝如意に変えた話、玉清神女を操り、三蔵法師の操る菩薩や金剛力士を出し抜き、その袈裟を奪った話が伝えられている。
羅公遠は玄宗に、隠形の術を乞われ、皇帝がすることでないと強く諫めた。玄宗が詰問したところ、逃げて柱の中に隠れた。玄宗が柱を破壊すると、礎石に入り、とりかえても別の石に入った。石を壊しても、その一つ一つに羅公遠の姿が入っていた。玄宗がわびを入れ、やっと姿をあらわした。しかし、結局、羅公遠は術を伝え、それが不完全なものであったために、玄宗は彼を殺してしまった。
数年後、宦官の輔仙玉が蜀の地で羅公遠と会った。彼は、「お上は、なんとひどいことをされる」と話し、玄宗に伝言を頼んだという。
再び玄宗と会い、『三峯歌』八首を進講した。玄宗が修行したところ、精力が充実してきたという。その後、羅公遠はまた立ち去った。
至徳元載（756年）、安史の乱勃発後、玄宗が蜀の地に出奔した折り、羅公遠は再度あらわれ、成都まで送っていった後、去っていった。玄宗の蜀出奔を予言していたと言われる。
『広異記』に天狐と術比べをし、捕らえて新羅に送ったという説話が残っている。

## 伝記資料
- 『新唐書』巻二百四 列伝第百二十九 「方技・張果伝」
- 杜光庭『仙伝拾遺』
- 段成式『酉陽雑俎』
- 戴孚『広異記』